# Saint-John Perse
Saint-John Perse, pseudônimo de Alexis Leger (Pointe-à-Pitre, 31 de maio de 1887 — Giens, 20 de setembro de 1975) foi um poeta e diplomata francês.
Entre 1916 e 1921 esteve colocado na China, onde escreveu o livro Anabase, publicado em 1924. Residiu nos Estados Unidos entre 1940 e 1957.
Recebeu o Nobel de Literatura de 1960.

## Biografia
Nasceu em 1887 em Saint-Léger-les-Feuilles, nas Antilhas Francesas numa família abastada do arquipélago de Guadalupe, nas Antilhas. Em 1899, aos 12 anos, Alexis Léger e os seus familiares deixam as Antilhas e retiram-se para Pau.
Em 1916, após ter passado com distinção nos exames de acesso ao Ministério dos Negócios Estrangeiros francês, torna-se segundo secretário de legação em Pequim.
Em 1921 recebe o cargo de delegado francês à Conferência de Washington, sobre a limitação dos armamentos. É nesta altura que Léfer escolhe o pseudónimo de Saint-John Perse.
Em 1925 Léger é nomeado chefe de gabinete do ministro dos Negócios Estrangeiros, tornando-se em 1933 Secretário Geral dos Negócios Estrangeiros.
Em 1940 Paul Reynard demite Alexis Léger do seu cargo, pelo que este parte para os Estados Unidos. O governo de Vichy retira-lhe a nacionalidade francesa e confisca-lhe os bens. A Gestapo revista-lhe a casa, em Paris.

## Obras
- 1908 - Des villes sur trois modes
- 1909 - Images à Crusoe
- 1910 - Pour fêter une enfance, Récitation è l'eloge d'une reine
- 1911 - Éloges
- 1925 - Anabase
- 1941 - Exil
- 1942 - Poème à l'Étrangère
- 1943 - Pluies
- 1944 - Neiges
- 1945 - Vents
- 1957 - Amers
- 1959 - Chronique